# Josef Spek
Josef Spek (* 27. Mai 1895 in Sächsisch-Regen, Siebenbürgen; † 21. Februar 1964 in Rostock) war ein deutscher Zoologe und Zellphysiologe. Sein Spezialgebiet war die Protoplasmaforschung.
Nach dem Abitur 1913 in Hermannstadt studierte Spek in Heidelberg Naturwissenschaften, insbesondere Zoologie. Er promovierte 1916 bei Otto Bütschli über „Oberflächenspannungsdifferenzen als eine Ursache der Zellteilung“ und wurde dann Assistent am Zoologischen Institut der Universität Heidelberg. 1920 habilitierte er sich bei Bütschlis Nachfolger Curt Herbst und wurde 1926 zum außerordentlichen Professor ernannt. Bis 1947 lehrte er als Privatdozent an der Universität Heidelberg. Zu Versuchen mit lebenden Eizellen weilte Spek oft an den meeresbiologischen Stationen in Neapel, Rovigno (Istrien), Kristineberg (Schweden) und auf Helgoland. 1932/33 arbeitete er im Labor des Zellphysiologen und Biophysikers Robert Chambers in New York City und Woods Hole (Massachusetts). Nach einer Lehrstuhlvertretung 1934 in Greifswald wurde Spek 1947 an die Universität Rostock berufen, wo er Direktor des Zoologischen Institutes wurde. 1960 wurde Josef Spek emeritiert.
Wissenschaftlich untersuchte er die Kolloidchemie und die Physik des Protoplasmas. Er befasste sich vor allem mit Fragestellungen zur Zellstruktur und Entwicklungsmechanik: Ist das Zellplasma wabenförmig oder fibrillär organisiert? Insbesondere erforschte er plasmatische Sonderungsprozesse in Eizellen und embryonalen Zellen. Das Protoplasma war für Spek ein physikochemisches System, mit dem er ursächlich die Zell- und Keimentwicklung zu erklären suchte. Um 1930 gelangte die plasmatische Differenzierung von Ei- und Embryonalzellen ins Zentrum seiner Forschung. Er stellte Differenzierungen im Protoplasma mittels spannungs- und pH-abhängiger Vitalfarbstoffe dar. Mit seinen neuen und originellen Nachweismethoden zählt Spek zu den Pionieren der Vitalfärbung und Fluoreszenzmarkierung in der Mikroskopie. Als einer der führenden Protoplasmaforscher seiner Zeit gründete Spek 1926 mit dem österreichischen Pflanzenphysiologen Friedl Weber die Zeitschrift „Protoplasma“, die er bis 1964 mitherausgab.